# Avenida Paulista

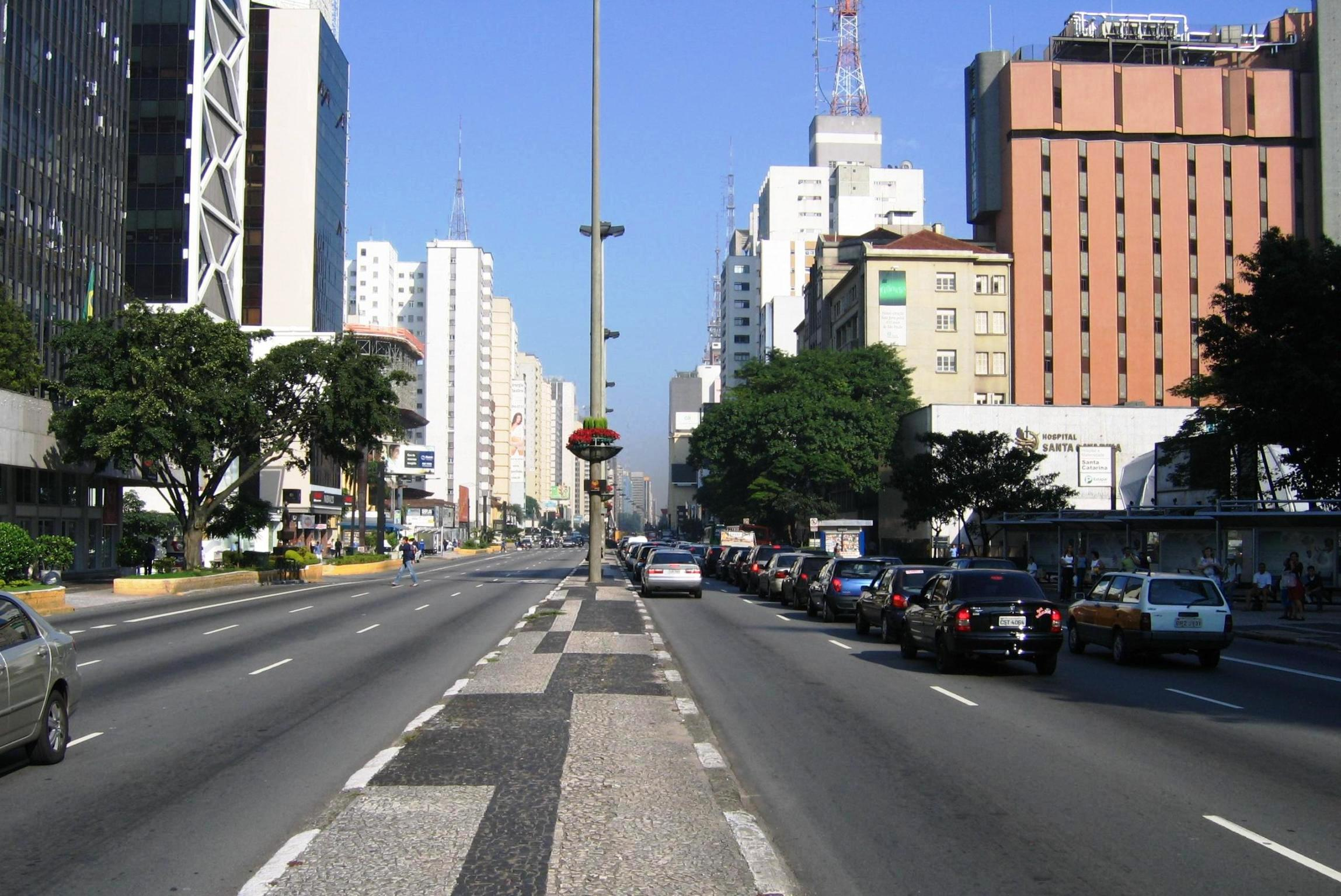
Avenida Paulista

A Avenida Paulista (magyarul: Paulista sugárút) egy széles sugárút São Paulóban. Mintegy 2,7 km hosszú, 1891-ben avatták fel. Az 1960-as évektől itt található a város üzleti életének központja, valamint a város szépművészeti múzeuma. São Paulo legmagasabb pontjai közé tartozik, itt vannak a brazil televíziótársaságok antennái is. Több busznak az útvonala is végighalad a sugárúton. Brazília függetlenségének 150. évfordulóját itt ünnepelték meg 1972. szeptember 7-én.

## Épületek
- Cetenco Plaza
- Conjunto Nacional
- Casa das Rosas
- Szépművészeti múzeum